# Stockholms läns museum

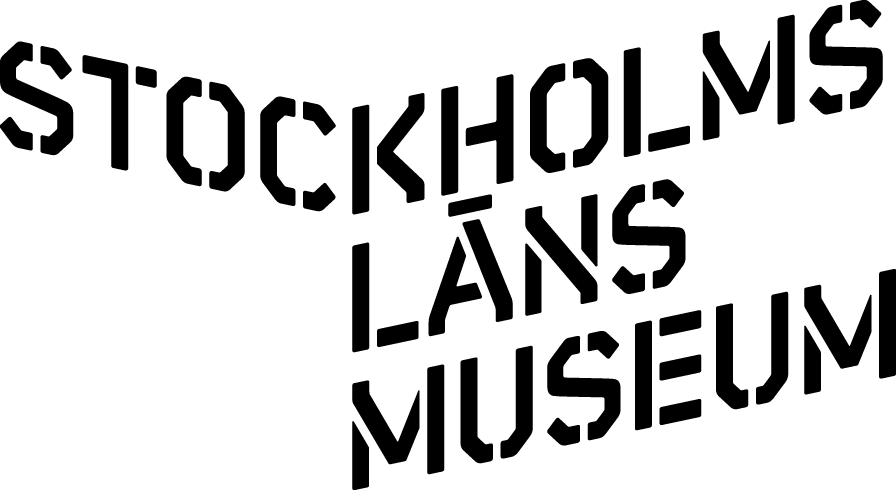
Stockholms läns museums logga

Stockholms läns museum är ett länsmuseum i Stockholms län grundat 1983. Det är sedan 2018 ett digitalt museum utan publik lokal. Med kulturhistoria, kulturmiljö och konst vill museet genom nya perspektiv och sammanhang öka förståelsen för Stockholms läns historia och samtid. Sedan januari 2021 är Stockholms läns museum en del av Region Stockholms kulturförvaltning.

## Verksamhet
På Stockholms läns museums webb kan du upptäcka både platser, konst och ta del av berättelser. Du kan också vandra runt i spännande digitala stadsvandringar och utställningar. Du kan även ladda upp egna bilder som knyter an till länet via appen Samtidsbild.   
Museet vill öka förståelsen för länets historia och samtid. Visionen är att vara det självklara kunskapsnavet för länsinvånarnas kulturarv och skapa dialog kring historia, samtid och framtid. Att mötas och föra dialog med länsinvånarna är därför en viktig del av det dagliga arbete.
Museets/Region Stockholms kulturförvaltnings kontorslokaler ligger vid Medborgarplatsen i Stockholms stad.. 

### Kollektivt kulturarv och Samtidsbild
Museet arbetar tillsammans med flera av länets hembygdsföreningar i Kollektivt kulturarv där delar av föreningarnas bildsamlingar digitaliseras och publiceras på webben. Länsmuseet samlar även länsinvånarnas egna digitala bilder i bilddatabasen Samtidsbild.
Appar
Stockholms läns museum har tre appar som går att ladda ner gratis. Det är appen Samtidsbild, Upptäck konsten och Upptäck historien.

## Historia
Åren 1983–2006 var Stockholms läns museum inrymt i en byggnad i Sabbatsberg. År 2006 flyttade museet till Dieselverkstaden i Sickla innan det 2018 övergick till en renodlat digital verksamhet.